# Protjapyx
Protjapyx es un género de Diplura en la familia Japygidae.

## Especies
- Protjapyx major (Grassi, 1886)